# Janusz Tański
Janusz Tański (ur. 25 marca 1864 w Żychlinie/Płocku, zm. 6 listopada 1889 w Warszawie) – polski działacz socjalistyczny, współzałożyciel Związku Robotników Polskich.

## Życiorys
W 1864 roku przyjął chrzest, pieczętował się herbem Nałęcz. Ukończył gimnazjum w Płocku, studiował na wydziale matematycznym w Warszawie. Dołączył do Towarzystwa oświaty ludu miejskiego. Był członkiem II Proletariatu i współzałożycielem Związku Robotników Polskich. W 1891 roku został aresztowany i osadzony w Cytadeli Warszawskiej. Jesienią 1892 roku został zwolniony z aresztu. W 1894 roku został skazany na 6 miesięcy więzienia i 3 lata osiedlenia w Rosji. Po odbyciu kary wyjechał za granicę.
Zmarł 6 listopada 1889 roku Szpitalu Świętego Ducha w Warszawie. Został pochowany na Cmentarzu Powązkowskim w Warszawie (kwatera 86-1-16/17).